# Dolomiti di Gardena
Le Dolomiti di Gardena (Grödner Dolomiten in tedesco) sono un insieme di gruppi montuosi dolomitici appartenenti alle Dolomiti di Gardena e di Fassa, poste in Trentino-Alto Adige (Provincia di Bolzano e Provincia di Trento) e, in parte, in Veneto (Provincia di Belluno), prendendo il nome dalla Val Gardena, valle che si incunea al loro interno.

## Classificazione

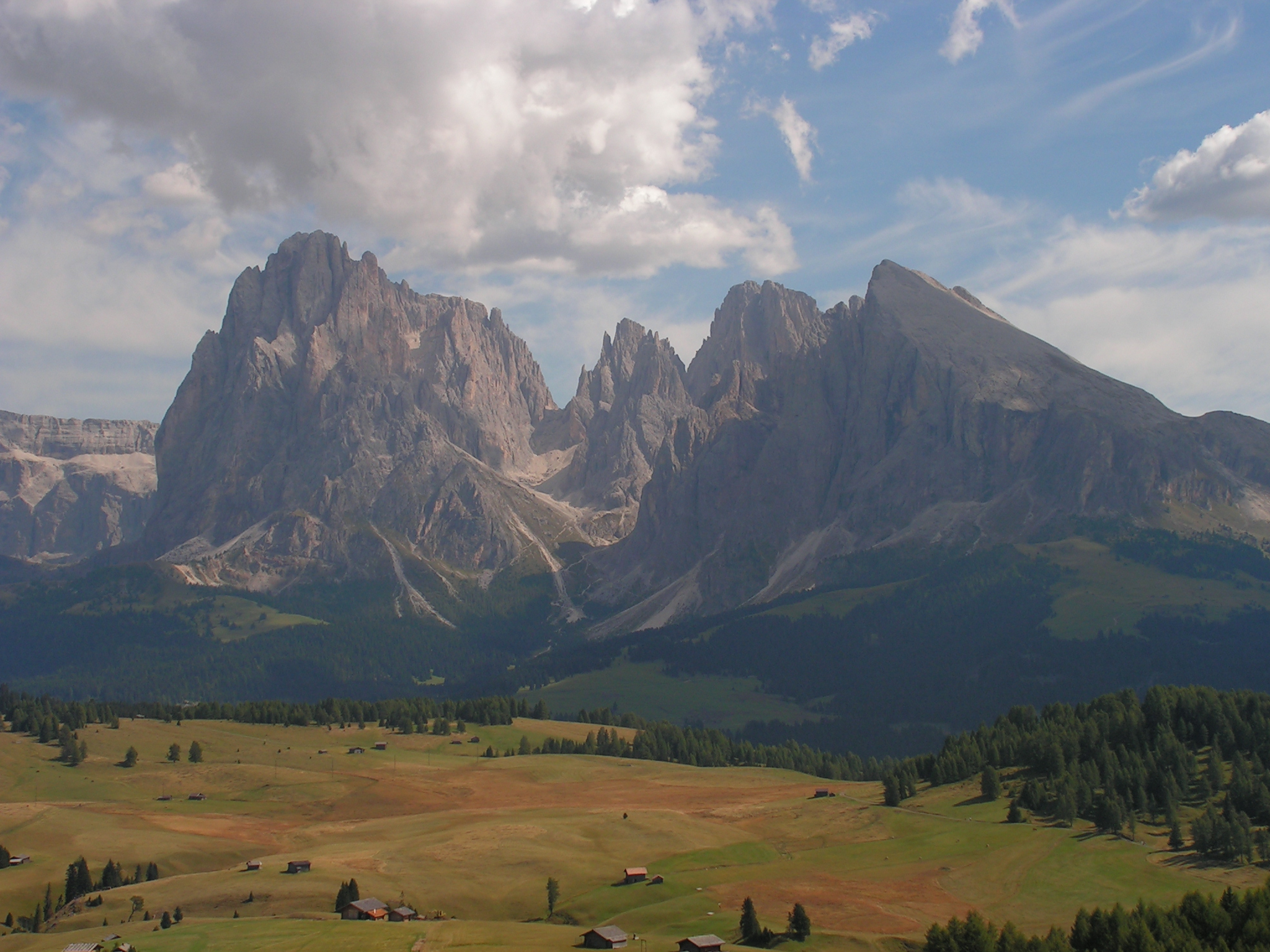
Gruppo del Sassolungo

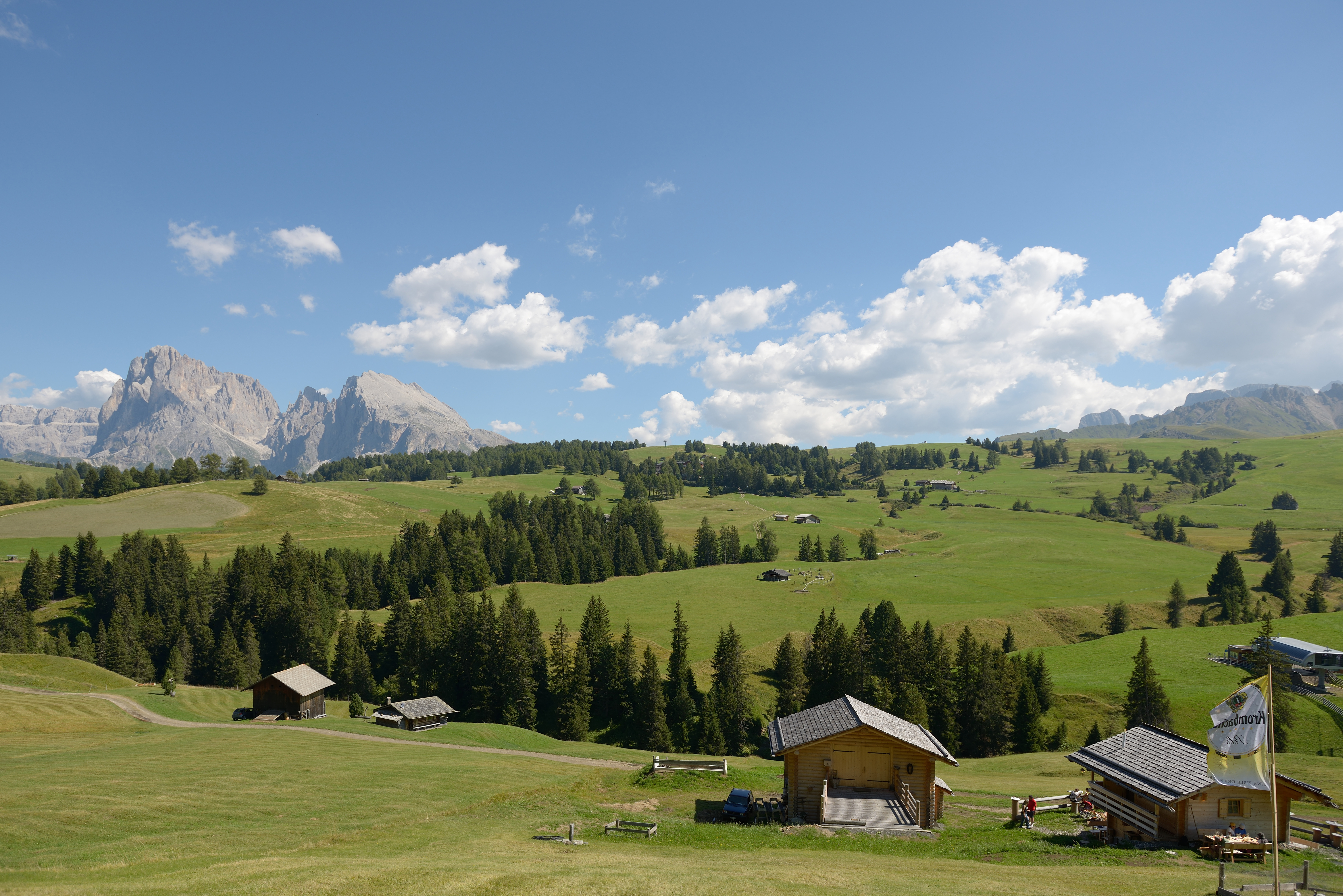
Alpe di Siusi

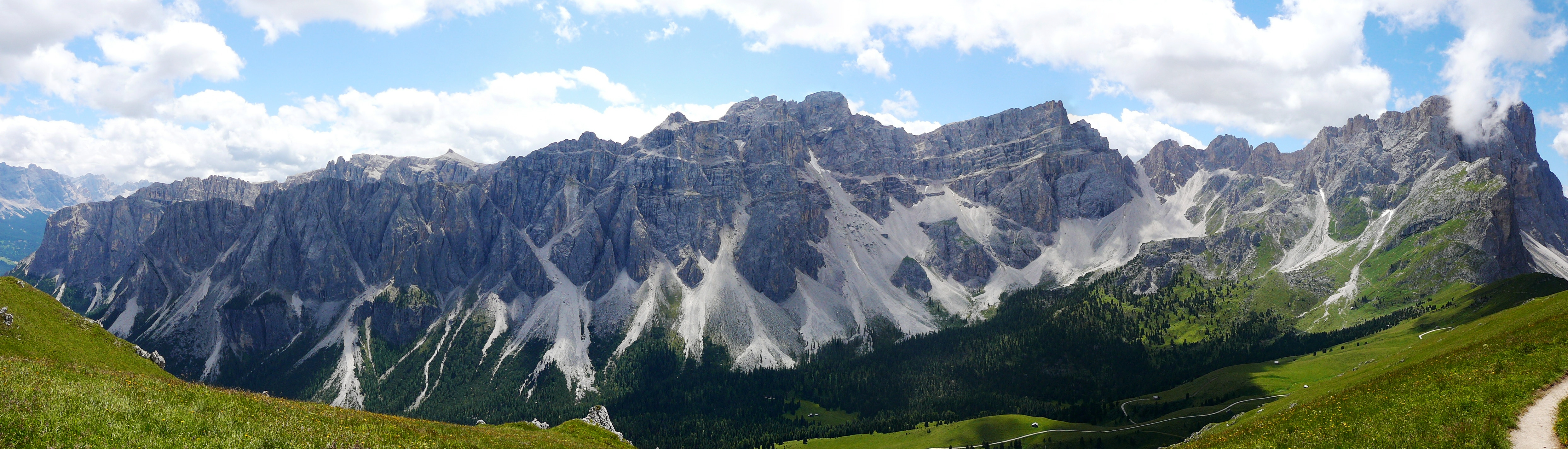
Gruppo del Puez

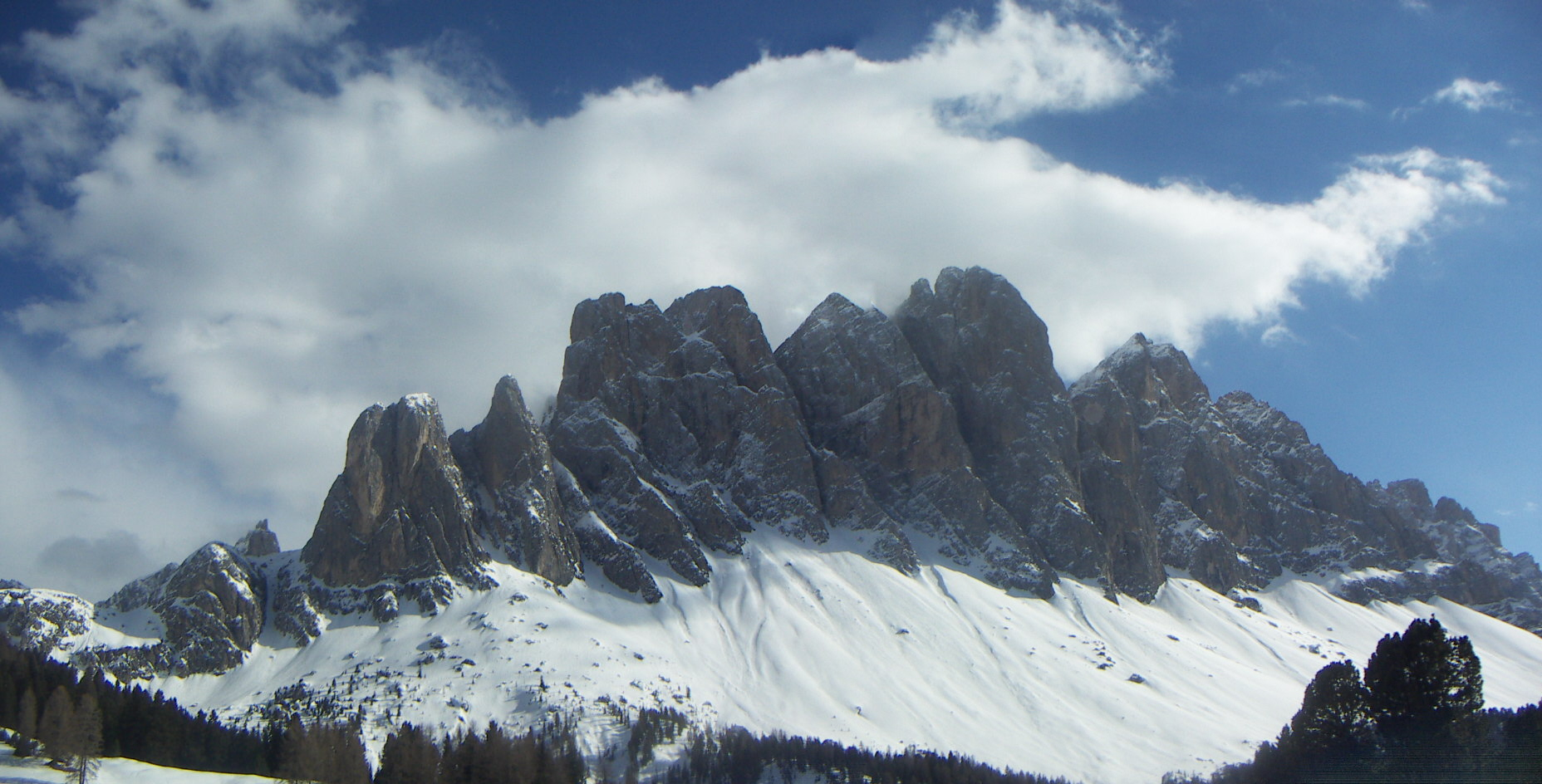
Gruppo delle Odle

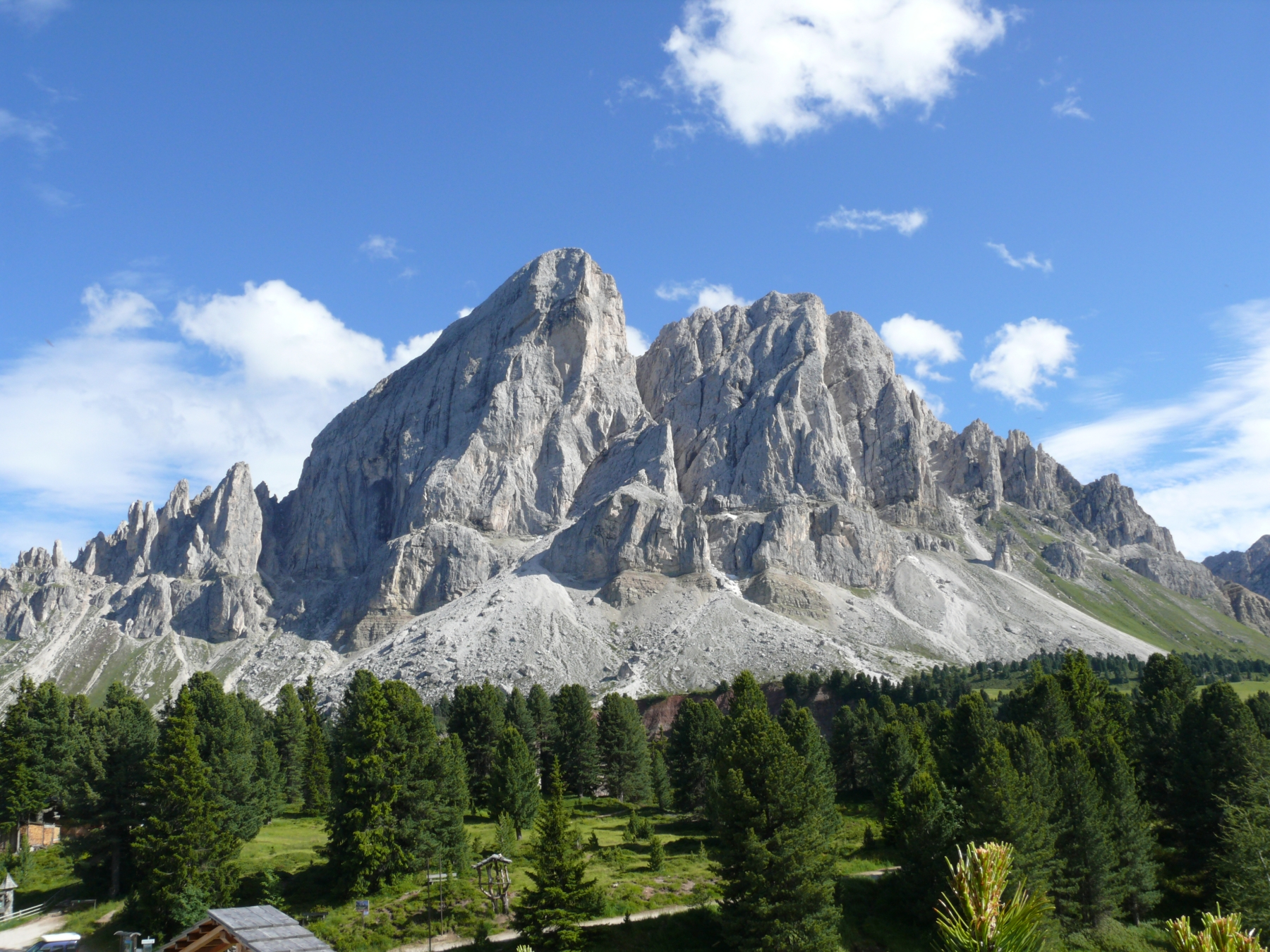
Gruppo Plose-Putia

Secondo la SOIUSA esse sono un supergruppo alpino ed hanno la seguente classificazione:
- Grande parte = Alpi Orientali
- Grande settore = Alpi Sud-orientali
- Sezione = Dolomiti
- Sottosezione = Dolomiti di Gardena e di Fassa
- Supergruppo = Dolomiti di Gardena
- Codice = II/C-31.III-A

## Delimitazioni
A nord sono delimitate dalla Val Pusteria; ad est dalla Val Badia e dal Passo di Campolongo;  a sud dal Passo Pordoi e dalla Forcella Denti di Terrarossa e ad ovest dalla Valle Isarco.

## Suddivisione
Secondo la SOIUSA le Dolomiti di Gardena sono suddivise in sei gruppi e diciannove sottogruppi:
- Gruppo del Sella (1)
  - Sottogruppo del Boè (1.a)
  - Sottogruppo del Pissadù (1.b)
  - Sottogruppo delle Mesules (1.c)
  - Sottogruppo del Murfreid (1.d)
- Gruppo del Sassolungo (2)
  - Massiccio del Sassolungo (2.a)
  - Settore del Sasso Levante (2.b)
  - Massiccio del Sassopiatto (2.c)
- Gruppo dell'Alpe di Siusi (3)
  - Dorsale Palancia-Cresta di Siusi (3.a)
  - Dorsale Denti di Terra Rossa-Punta d'Oro-Piz (3.b)
  - Dorsale Bulacia-Salames-Col di Rende (3.c)
- Gruppo del Puez (4)
  - Altopiano di Crespeina (4.a)
  - Altopiano della Gardenaccia (4.b)
  - Catena delle Cime di Puez  (4.c)
  - Altopiano della Stevia  (4.d)
- Gruppo delle Odle i.s.a. (5)
  - Gruppo delle Odle p.d. (5.a)
  - Sottogruppo dei Resciesa (5.b)
- Gruppo Plose-Putia (6)
  - Gruppo della Putia (6.a)
    - Catena delle Odle d'Eores (6.a/a)
    - Massiccio del Sass de Putia (6.a/b)

  - Sottogruppo della Plose (6.b)
  - Costiera di Luson (6.c)

Si osserva che il Gruppo del Sella, il Gruppo del Sassolungo ed il Gruppo dell'Alpe di Siusi insieme formano il settore detto Dolomiti Meridionali di Gardena. Si nota inoltre che il Gruppo del Puez, il Gruppo delle Odle ed il Gruppo Plose-Putia costituiscono le Dolomite Settentrionali di Gardena, dette anche Dolomiti Occidentali di Badia.

## Montagne

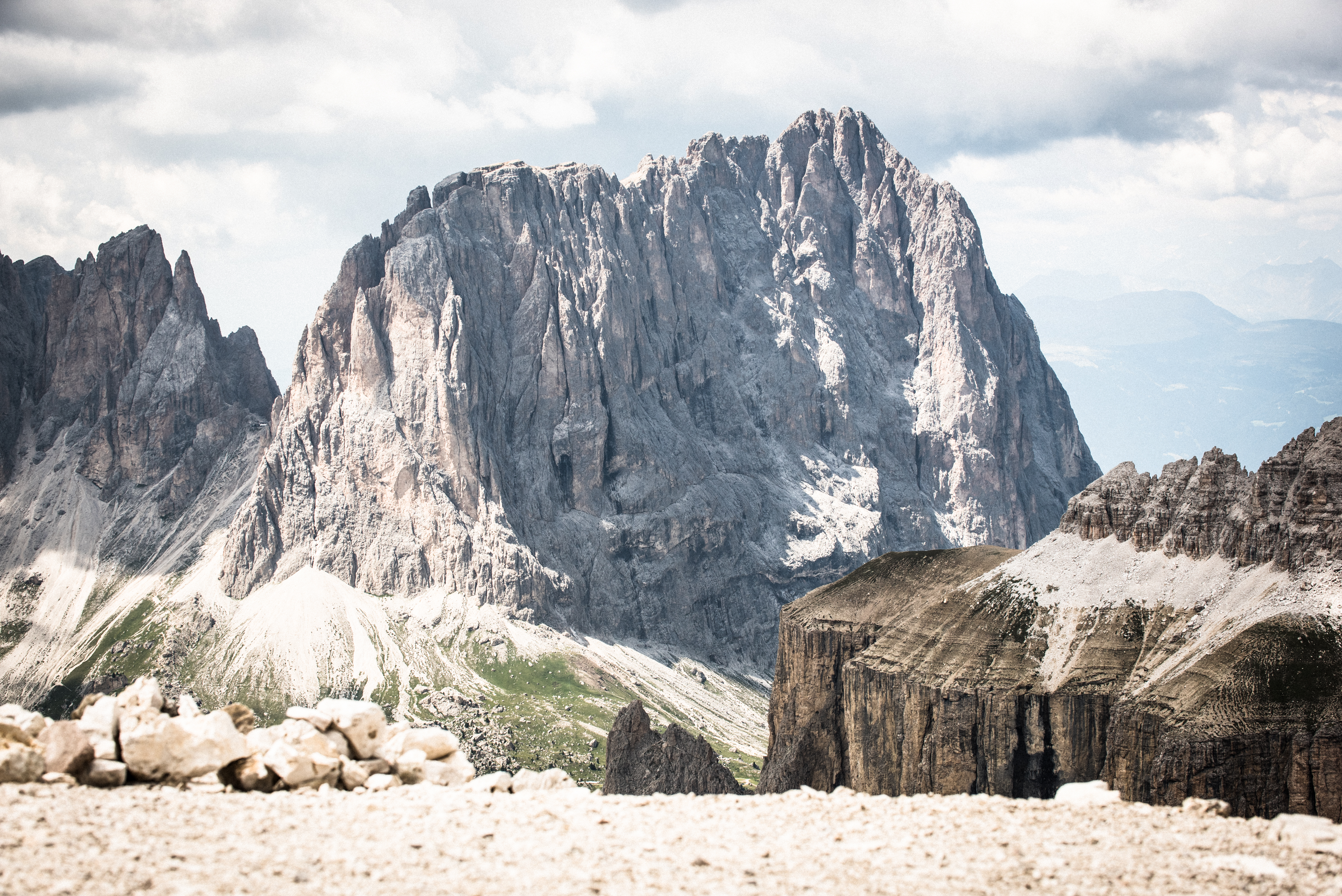
il Sassolungo

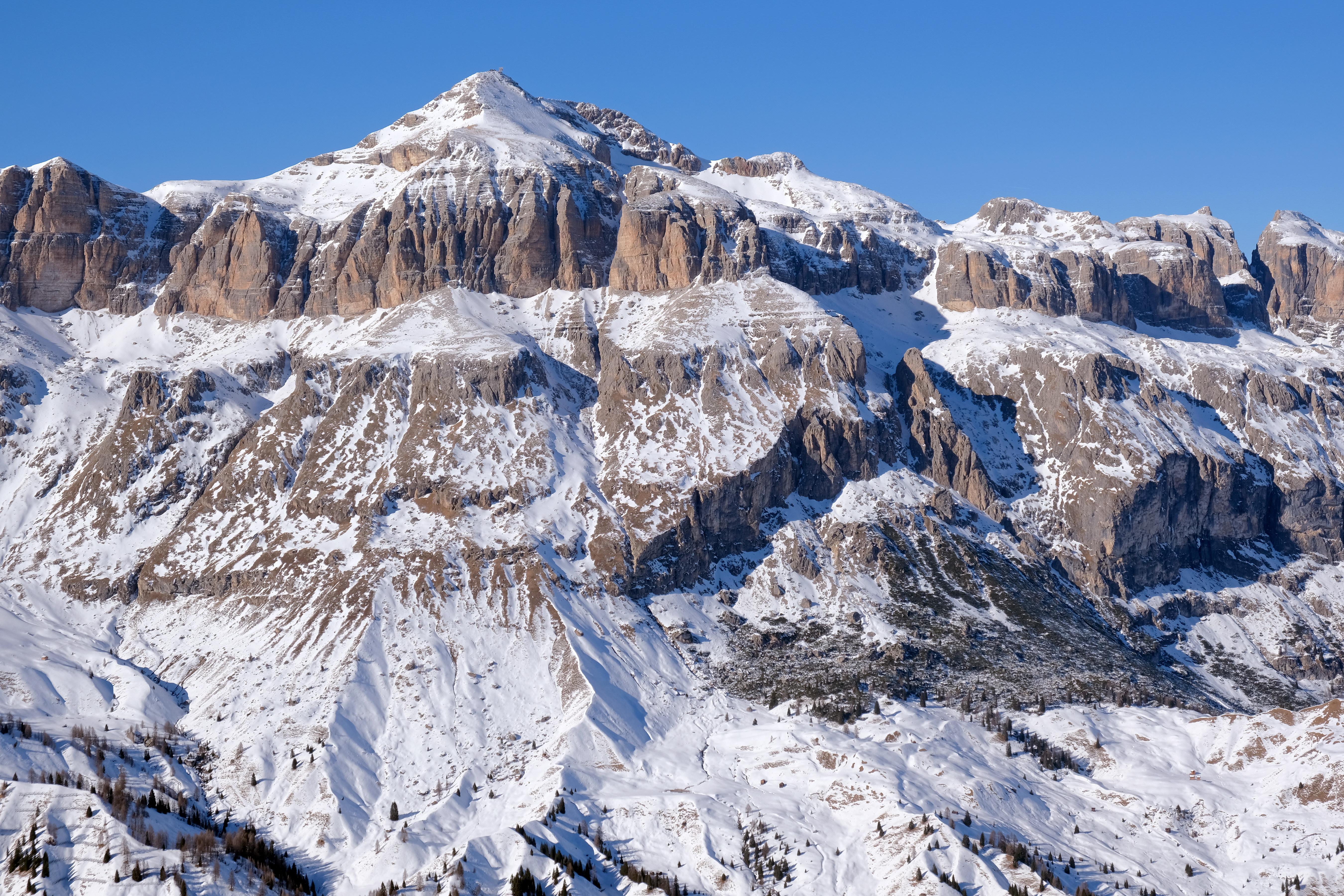
Piz Boè

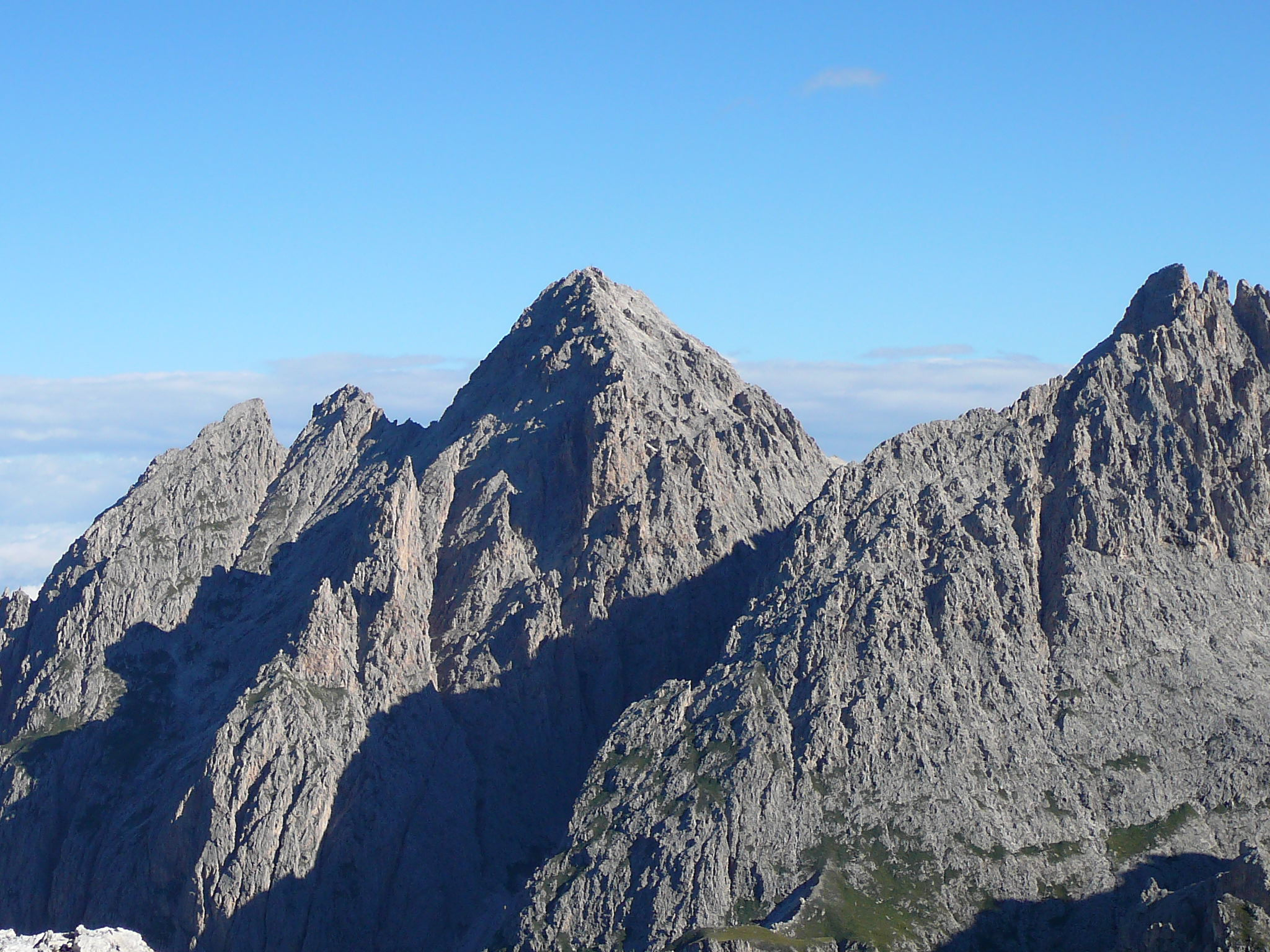
Sass Rigais

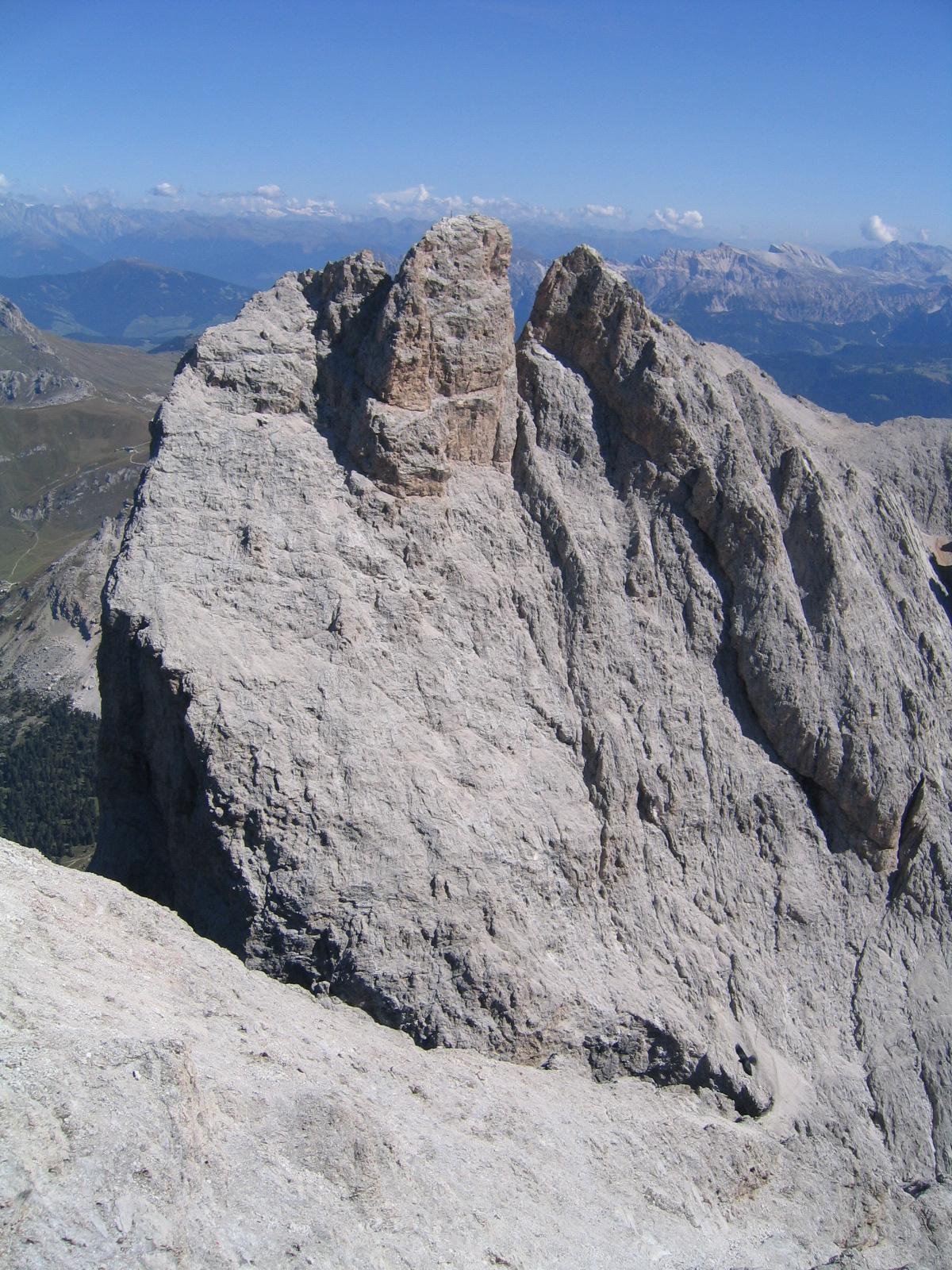
Furchetta

Le montagne principali sono:
- Sassolungo - 3.181 m
- Piz Boè - 3.152 m
- Punta Grohmann - 3.126 m
- Torre Innerkofler - 3.098 m
- Spallone del Sassolungo - 3.081 m
- Sass Rigais - 3.025 m
- Furchetta - 3.025 m
- Dente del Sassolungo - 3.001 m
- Le Mésules - 3.000 m
- Punta delle Cinque Dita - 2.998 m
- Cima Pisciadù - 2.985 m
- Piz Gralba - 2.972 m
- Sassopiatto - 2.964 m
- Sass Pordoi - 2.950 m
- Sass de Porta - 2.915 m
- Sass da l'Ega - 2.915 m
- Piz de Puez - 2.913 m
- Piz da Lec - 2.911 m
- Piz Duleda - 2.908 m
- Sass de Putia - 2.875 m
- Grande Fermeda - 2.873 m
- Gran Odla - 2.832 m
- Piz de Ciavazes - 2.831 m
- Cima Dantersass - 2.825 m
- Col dala Pieres - 2.784 m
- Sass de Mesdì - 2.760 m
- Piz Somplunt - 2.738 m
- Col del Puez - 2.725 m
- Puez Ciampani - 2.670 m
- Sassongher - 2.665 m
- Col de la Sone - 2.634 m
- Torri del Sella -2.598 m
- Denti di Terrarossa - 2.580 m
- Monte Gabler - 2.576 m
- Monte Plose - 2.562 m
- Monte Gardenaccia - 2.500 m